# Ernest J. Salter

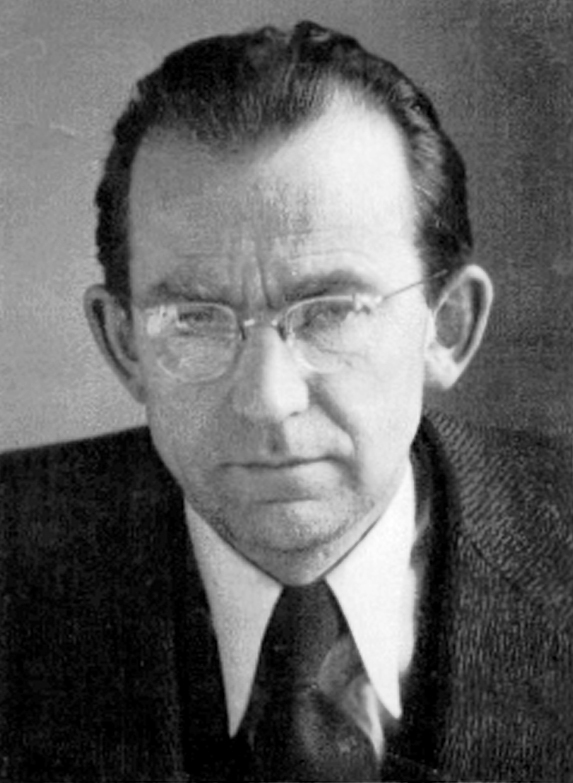
Ernest J. Salter (1954)

Ernest J. Salter (Pseudonym) (* 8. Mai 1905 in Waren; † 5. Dezember 1967 in Berlin; bürgerlicher Name: Henri Max Friedrich Johansen; weitere Pseudonyme: Peter Marum, Theodor Löhrstein) war ein deutscher Publizist und Autor und  Kenner der Sowjetunion und des Kommunismus mit einem wechselvollen politischen Lebensweg.

## Leben
Ernest J. Salter wurde als Henri Max Friedrich Johansen (eigentlich: Johanns) im Mai 1905 in Waren an der Müritz geboren. Sein Vater war Louis Friedrich Wilhelm August Johanns, der den Beruf des Zimmermanns und Poliers ausübte. Seine Mutter Henriette Auguste Matull war vor der Ehe Mamsell bei einem Kommerzienrat.
Im Jahr 1921, im Alter von 16 Jahren, gründete Salter auf dem Marktplatz in seiner Heimatstadt Waren eine örtliche Gruppe der KPD. Ende 1922 übersiedelte er nach Berlin und wurde Mitarbeiter der KPD-Zentrale. Im Frühjahr 1923 wurde er nach Nürnberg geschickt, wo er in der Bezirksleitung Nordbayern für die Jugendarbeit verantwortlich war. Er wurde bald als guter und radikaler Redner bekannt. Von der bayerischen Polizei wurde er verhaftet und von November 1923 bis zum 30. April 1924 für ein halbes Jahr in Schutzhaft genommen. Da er als „geistiges Haupt der kommunistischen Jugend in Nordbayern“ galt, wurde er aus Bayern ausgewiesen und erhielt ein Aufenthaltsverbot. Nach der Übernahme der KPD-Führung durch den linken Flügel stieg Salter in der Zentrale 1924 als junger Theoretiker rasch auf. Er schloss sich der Gruppe Entschiedene Linke an, die von Karl Korsch und seiner Frau Hedda Korsch, einer Reformpädagogin und Enkelin der Feministin Hedwig Dohm, angeführt wurde. Bei der Gruppe handelte es sich um einen dem Trotzkismus nahestehenden oppositionellen Zirkel. An dessen Diskussionen beteiligten sich unter anderem auch Bert Brecht, Alfred Döblin, Susanne Leonhard, auch Heinz Langerhans. In dieser Zeit änderten Salter und seine Brüder auch in Abgrenzung zu ihrem patriarchalen Vater und im Einverständnis mit der Mutter ihren Namen von Johanns in „Johansen“.
In der Berliner KPD-Zentrale setzten sich zunehmend die Kräfte durch, die sich strikt an der Komintern und dem erstarkenden Stalinflügel in der KPdSU orientierten. Ruth Fischer, KPD-Vorsitzende aus dem linken Flügel, wurde in der Sowjetunion festgehalten und entmachtet, und Ernst Thälmann übernahm die Führung. Die Korsch-Gruppe selber zerstritt sich; bei ihrer Spaltung im September 1926 blieb Henri Johansen auf einer Reichskonferenz seiner Fraktion an der Seite von Karl Korsch und bekämpfte die Anhänger von Ernst Schwarz. Salter wurde Anfang 1926, wie die Korsch-Gruppe insgesamt, aus der KPD wegen sogenannter Rechtsabweichung ausgeschlossen. 1927/28 verschwand die Korsch-Gruppe von der politischen Bühne, nachdem sie, auch im Reichstag, die stalinistische Entwicklung der Sowjetunion scharf kritisiert hatte. Salter wurde 1928 Sekretär des Verbandes der ausgeschlossenen Bauarbeiter in Mönchen-Gladbach. In den Jahren 1929 bis 1933 arbeitete er als freier Schriftsteller sowie als ständiger Mitarbeiter beim Aufwärts, dem Organ des ADGB. Auch war er bei anderen Gewerkschaftsblättern tätig, vor allem der Deutschen Metallarbeiterzeitung als dem Organ des Deutschen Metallarbeiter-Verbandes. Außerdem war er Dozent an Gewerkschaftsschulen und der Marxistischen Arbeiterschule (MASCH). 1928 trat er in die SPD ein.

### Nach der Machtergreifung
Nach der Machtübergabe an die Nationalsozialisten wurden SPD und Gewerkschaften bald aufgelöst, und Ernest J. Salter wurde arbeitslos. Er emigrierte nach Prag, wohin auch die sozialdemokratische Führung ins Exil gegangen war, und die deutschen Emigranten unter dem früheren Chefredakteur der Berliner Zeitung am Mittag, Franz Höllering, den Prager Mittag gegründet hatten.
Salter kam aber nach einigen Monaten wieder nach Berlin zurück. Dort lebte er zeitweise illegal und beteiligte sich am Widerstand in der Gruppe um Bernhard Pampuch und Gertrud Keen. Diese Gruppe hatte viele Berührungspunkte mit der Gruppe Emil um Ruth Andreas-Friedrich und Kontakte zur Widerstandsgruppe Rote Kapelle. Er wurde von der Gestapo zweimal verhört, sie ließ ihn aber – mit der Auflage einer polizeilichen Meldepflicht – laufen.
Salter heiratete vor der Geburt seines ersten Sohnes im Jahr 1934 seine Lebensgefährtin Erna Maria Auguste Kakuschke. Seine Frau war Erzieherin, fiel 1933 unter das Berufsverbot für SPD-Mitglieder und hatte damit ihre Stelle als Berufspraktikantin beim Bezirksamt Prenzlauer Berg 1933 verloren. Er bekam eine Unterstützung von der Großgemeinde Berlin und musste dafür Gemeindearbeit als Leichenwäscher und Straßenfeger leisten. Später gelang es ihm durch die Vermittlung eines befreundeten Arztes, einen Arbeitsplatz als Schreiber beim Hauptversorgungsamt zu bekommen. 1943 wurde er zur Wehrmacht eingezogen und kam zur Kavallerie; hinter der Front zuständig für die Pferdepflege. Er war in Italien, Tschechien und Serbien. Im Mai 1945 geriet er in Böhmen in sowjetische Kriegsgefangenschaft, gewann das Vertrauen der sowjetischen Kommandeure und leitete später das Antifa-Aktiv, erst in Brünn, dann in Kischinjow. 1946 wurde er aus der Gefangenschaft entlassen und kehrte nach Deutschland zurück.

### Zeit in Berlin
In Berlin trat Salter im August 1946 in die SED ein und arbeitete als freier Mitarbeiter beim Ulenspiegel und beim Aufbau-Verlag. Im Jahr 1947 wurde er Redakteur der Zeitung Berlin am Mittag, mit der die sowjetische Führung versuchte, in Anlehnung an die populäre B.Z. am Mittag ein sozialistisches Boulevardblatt für den Kalten Krieg auf die Beine zu stellen. Im März 1948 wurde die Berlin am Mittag durch den alliierten Kontrollrat möglicherweise infolge einer Intrige zugunsten des SED-eigenen Vorwärts liquidiert.
Im Jahr 1948 verließ Salter den Ostteil von Berlin und ging in den Westen der Stadt. Dort schloss er sich der SPD an und wurde durch Vermittlung von Ernst Reuter, den er noch aus den 1920er Jahren kannte, unter dem Namen Ernest J. Salter Leiter der Ost-Redaktion der Tageszeitung Die Neue Zeitung. Sie wurde ab 1947 in West-Berlin vom amerikanischen Information Control Division herausgegeben; bis zur Einstellung des Blattes im Jahr 1955 war er dort tätig. Johansen wurde Mitglied in dem von Ernst Reuter 1951 gegründeten Deutsch-russischen Freiheitsbund, arbeitete auch zusammen  mit Alfred Weiland, der illegal eine rätekommunistische Gruppe Internationaler Sozialisten aufbauen wollte. Ernest J. Salter wurde ein enger Mitarbeiter des 1951 von Margarete Buber-Neumann gegründeten Befreiungskomitees für die Opfer totalitärer Willkür und engagierte sich im Kontext des Kongresses für kulturelle Freiheit. Er pflegte Verbindungen zum amerikanischen Geheimdienst und war in der Grauzone zwischen antikommunistischen Organisationen und Geheimdiensten tätig.

### Kritiker der Sowjetunion
1955 wurde er durch Vermittlung von Willy Brandt Abteilungsleiter für Ostfragen beim Sender Freies Berlin, der 1954 als eigenständiger Sender West-Berlins vom NWDR abgetrennt worden war. 1957 schied er dort im Streit aus, weil er sich bei einem Streik mit den Putzfrauen des Senders solidarisiert hatte. Er siedelte anschließend nach Kasbach am Rhein über und arbeitete als Berliner Korrespondent für den Deutschlandfunk sowie für die Deutsche Welle. Unter dem Pseudonym Ernest J. Salter (auch Theodor Löhrstein) trat er als Kritiker der Sowjetunion und des Stalinismus in den 1950er und 1960er Jahren immer wieder in Erscheinung. Eine öffentliche Polemik zwischen ihm und dem sowjetischen Ökonomen Eugen Varga fand 1956 großes  Interesse in den Medien. Das war auch dem Umstand geschuldet, dass der Ost-West-Konflikt („Kalter Krieg“) zur Gründung eines neuen „Instituts für Weltwirtschaft und Internationale Beziehungen“ an der Akademie der Wissenschaften der UdSSR geführt hatte, zu dessen aktiven Förderern Eugen Varga zählte.
Im Jahr 1959 beteiligte er sich am antikommunistischen Komitee Rettet die Freiheit, das Rainer Barzel, CDU, und Franz Josef Strauß, CSU, gegründet hatten. Gemeinsam mit Otto Stolz, dem Leiter der Osteuropa-Redaktion der Deutschen Welle, bekämpfte er den zunehmenden Einfluss von Herbert Wehner in der SPD. Salter wurde aus der SPD vorübergehend ausgeschlossen; trat aber Anfang der 1960er Jahre wieder ein. Mitte der 1960er Jahre ging er zurück nach West-Berlin und schrieb unter anderem für Die Welt. Er veröffentlichte seit 1950 zahlreiche Artikel in der Zeitschrift Der Monat und in der Kulturzeitschrift FORVM. Beide Zeitschriften waren kulturell hochstehende Diskussionsplattformen bekannter und angesehener linker, liberaler und zugleich antikommunistisch eingestellter Intellektueller sowie Schriftsteller. Zwanzig Jahre nach der Gründung, 1967, stellte sich heraus, dass sie von der CIA finanziert wurden. Als Ernest J. Salter war Henri Johansen zudem ein gefragter Vortragsredner.

## Familie
Henri Johansen hatte vier Söhne und eine Tochter. Von seiner Ehefrau Erna Maria Johansen ließ er sich 1936 scheiden und heiratete sie 1940, vor der Geburt des 4. Sohnes, erneut. Im Jahr 1954 ließen sie sich wieder scheiden. Henri Johansen heiratete danach noch zwei weitere Male. Er verstarb am 5. Dezember 1967 in West-Berlin 62-jährig unerwartet an einem Herzinfarkt. Seine frühere Ehefrau Erna Johansen  wurde in den 1960er Jahren eine in Berlin bekannte Pädagogin. Sie beteiligte sich dort unter der Leitung von Grete Sonnemann schon 1951 an der Gründung des Arbeitskreises Neue Erziehung.

## Leistung
Henri Johansen war nach Wolfgang Leonhard und Richard Löwenthal in den 1950er und 1960er Jahren einer der führenden deutschen Kenner der Sowjetunion und des Kommunismus, Ostexperte und Kommentator für Fragen des internationalen Kommunismus. Er analysierte vor allem die sowjetische Außen- und Deutschlandpolitik. Seine zahlreichen Publikationen, Artikel und Vorträge machten ihn zu der Zeit als „Sowjetologen“ bekannt. Die wechselvolle Lebensgeschichte spiegelt die widersprüchlichen Entwicklungen Linksintellektueller in Vorkriegs-, Kriegs- und Nachkriegszeit wider, die sich nach 1945 als Lehre aus ihren Lebenserfahrungen gegen jede Form des Totalitarismus wenden wollten. Ihre Legitimationsbasis fanden sie im amerikanischen Weg, der ab den 1960er Jahren durch die linksintellektuelle Studentenbewegung zunehmend in Frage gestellt wurde.

## Veröffentlichungen
- Von Lenin bis Chruschtschow, der moderne Kommunismus. Ullstein Verlag, Frankfurt am Main 1958.
- Taschenbuch des Kommunismus in These und Gegenthese. Bad Godesberg 1959.
- mit Otto Stolz: Wehner ante portas, Ein Beitrag zur Politik der deutschen Sozialdemokratie. Echter-Verlag, Würzburg 1959.
- Deutschland und der Sowjetkommunismus, Die Bewährung der Freiheit. Piper Verlag, München 1961.
- Der permanente Konflikt, Die Auseinandersetzung zwischen den kommunistischen Großreichen. Ullstein Verlag, Frankfurt am Main 1965.
- als Hrsg.: Die Entlarvung Stalins – Ein erschütterndes Dokument. Chruschtschows Rede auf dem 20. Parteitag der KPdSU in Moskau. In: Berliner Stimme. Sonderdruck, o. J. (1956)

## Zeitschriftenaufsätze (Auswahl)
- Historisch gewordene Bedenken. In: Der Monat. Heft 15/1949, S. 320–323.
- Deutschland zwischen Ost und West. In: Der Monat. Heft 21/1950, S. 313–317.
- Der permanente Terror. In: Der Monat. Heft 16/1950, S. 435–439.
- Gefängnis der Völker. In: Der Monat. Heft 24/1950, S. 600–603.
- Klassenkampf gegen die Arbeiter: Die Betriebs-Kollektivverträge der Ostzone machen den sozialen Fortschritt zunichte. In: Sonderdruck „Die neue Zeit“ 1951.
- Der Aufstand im Juni. Ein dokumentarischer Bericht (Teil 1). In: Der Monat. Heft 60/1953, S. 595–624.
- Der Aufstand im Juni. Ein dokumentarischer Bericht (Teil 2). In: Der Monat. Heft  61/1953, S. 45–66.
- Walter Ulbricht: Portrait eines Satrapen. In: Die politische Meinung. Heft 37/1959.
- Charakter und Perspektiven des Sowjetkommunismus. In: Der Monat. Heft 197, 1965, S. 96 ff.